# Baptiste-Florian Marle-Ouvrard

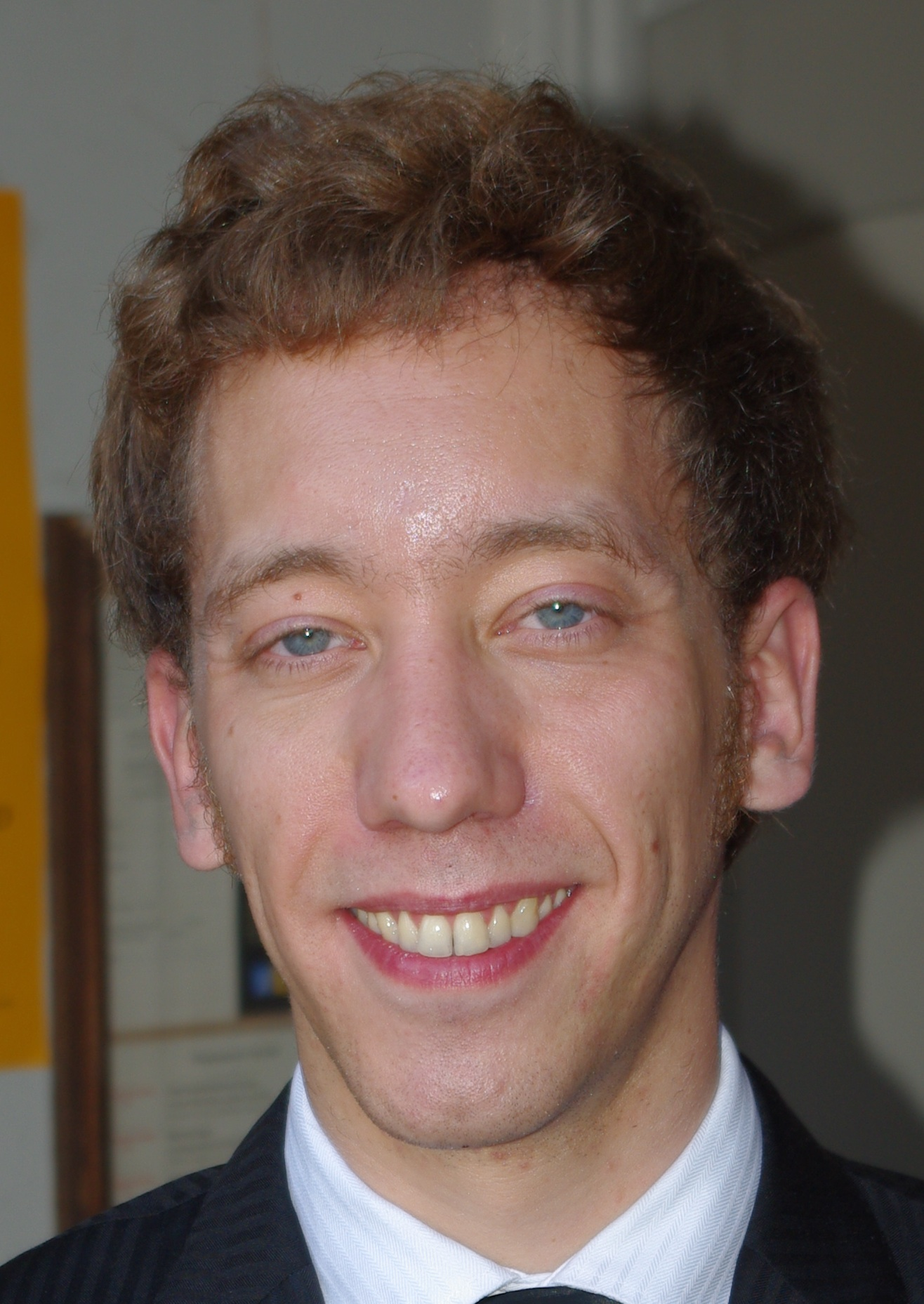
Baptiste-Florian Marle-Ouvrard

Baptiste-Florian Marle-Ouvrard (* 1982 in Colombes) ist ein französischer Organist.

## Leben
Marle-Ouvrard wurde 1982 in Colombes geboren. Mit vier Jahren erhielt er ersten Klavierunterricht. Mit neun Jahren wurde er in den chœur d'enfants de la maîtrise de Radio France (Kinderchor von Radio France) aufgenommen. Später studierte er am CNSM bei Olivier Latry, Thierry Escaich, Pierre Pincemaille, Philippe Lefebvre, Jean-François Zygel, François-Xavier Roth und Michèle Reverdy. Er schloss sein Studium dort mit 8 Preisen ab: Orgel, Orgelimprovisation, Basso continuo, Polyphonie der Renaissance, Harmonielehre, Kontrapunkt, Fuge und Orchestration. Weiterhin erhält er einen Abschluss in Orchesterleitung.
Marle-Ouvrard wird anschließend als Titularorganist der Kirche St-Vincent-de-Paul de Clichy-la-Garenne. Er ist Preisträger zahlreicher internationaler Wettbewerbe, darunter des prestigeträchtigen Grand Prix de Chartres und konzertiert regelmäßig in ganz Europa. Er unterrichtet Improvisation am Konservatorium von Viry-Châtillon (Essonne). 2007 wurde sein Oratorium Arche de Noé für Chor, Orchester und Orgel unter seiner Leitung uraufgeführt. Er ist gemeinsam mit Thomas Ospital seit 2015 Co-Titularorganist der Orgel von Ste-Eustache in Paris.
Seinen Lebensunterhalt bestreitet er als Pilot von Verkehrsflugzeugen, wozu er eine ATPL-Lizenz besitzt.

## Kompositionen
- Arche de Noé (2007), Oratorium für Chor, Orchester und Orgel.

## Preise
- 1. Preis und Publikumspreis beim Orgelwettbewerb von Dallas 2003
- 1. Preis der American Guild of Organists
- Licence de Virtuosité, Licence d'Interprétation et Brevet Supérieur d'Improvisation beim „Concours Marcel Dupré“ in Chartres
- Lauréat du Concours International d'Improvisation in Saarbrücken
- Prix Boëllmann-Gigout beim Concours International d'Improvisation de Strasbourg
- Sonderpreis beim Concours d'Improvisation de Biarritz
- 2. Preis ex-aequo beim Grand Prix d'Improvisation de Chartres (Grand-Prix nicht vergeben)

## Diskographie
- Dix petites tapisseries. Petit livre d'Orgue. Improvisations. 2005, LPLA (Werke von Marce Godard und Improvisationen).